# الوارو رومرو
الوارو رومرو (انگلیسی: Álvaro Romero؛ زادهٔ ۱۷ مهٔ ۱۹۹۶) بازیکن فوتبال اهل اسپانیا است.
از باشگاه‌هایی که در آن بازی کرده‌است می‌توان به باشگاه فوتبال رئال مورسیا اشاره کرد.